# Myrmecocichla
Genre
Le genre Myrmecocichla regroupe des espèces de passereaux appartenant à la famille des Muscicapidae.

## Taxonomie
S'appuyant sur diverses études phylogéniques, le Congrès ornithologique international (classification version 4.1, 2014) transfère dans ce genre deux espèces jusque-là placées dans le genre Pentholaea : le Traquet d'Arnott (Pentholaea arnotti) et Pentholaea collaris; ainsi qu'une espèce venant du genre Oenanthe, le Traquet montagnard (Oenanthe monticola).

### Liste des espèces
D'après la classification de référence (version 5.2, 2015) du Congrès ornithologique international (ordre phylogénique) :
- Myrmecocichla nigra – Traquet commandeur
- Myrmecocichla aethiops – Traquet brun
- Myrmecocichla tholloni – Traquet du Congo
- Myrmecocichla formicivora – Traquet fourmilier
- Myrmecocichla melaena – Traquet de Rüppell
- Myrmecocichla monticola – Traquet montagnard
- Myrmecocichla arnotti – Traquet d'Arnott
- Myrmecocichla collaris – Traquet du Ruaha